# Pan de Azúcar (Cerdeña)
Pan de Azúcar (en italiano: Pan di Zucchero; cuyo nombre original es Concali su Terràinu) es un farallón que se eleva desde el mar, no lejos de la costa, cerca de Masua, pueblo de Iglesias, en el suroeste de Cerdeña en el país europeo de Italia.
Tiene una superficie de 0,03 km² y una altura de 133 metros. Se compone de piedra caliza y del cámbrico que se originó por la acción de la erosión del mar lo que llevó a su aislamiento del continente. En la costa rocosa, a unos cien metros al este, hay vistas a la desembocadura del fascinante sitio de minería de puerto Flavia.